# 白冠长尾雉
白冠长尾雉（學名：Syrmaticus reevesii）又名长尾雉、鸐、山雉、鸐雉、鸐鸡、山鸡。是雉科長尾雉屬的一種，與同屬物種白頸長尾雉同為中國的特有種。其雄鳥尾巴的長度也是所有鳥類中最長的一種。
　

## 生态环境
本物种常活动于中低山地区，最高的记录不超过海拔2000米，最低亦不低于海拔300米，它们活动的区域常在峭壁附近，活动于针叶林中，善走能飞，常以旱地拔葱从平地陡然起飞，越过树梢后发出怪叫即转为极快速的水平飞行，其飞行速度极快，甚至敢于在猎狗面前横穿。

## 分布地域
白冠长尾雉为中国特有鸟种，分布在中国中部和北部的河南、河北、陕西、山西、湖北、湖南、贵州、安徽等省份，河南省信阳市的董寨国家级鸟类自然保护区就是以本物种为主要保护对象的保护区。

## 特征

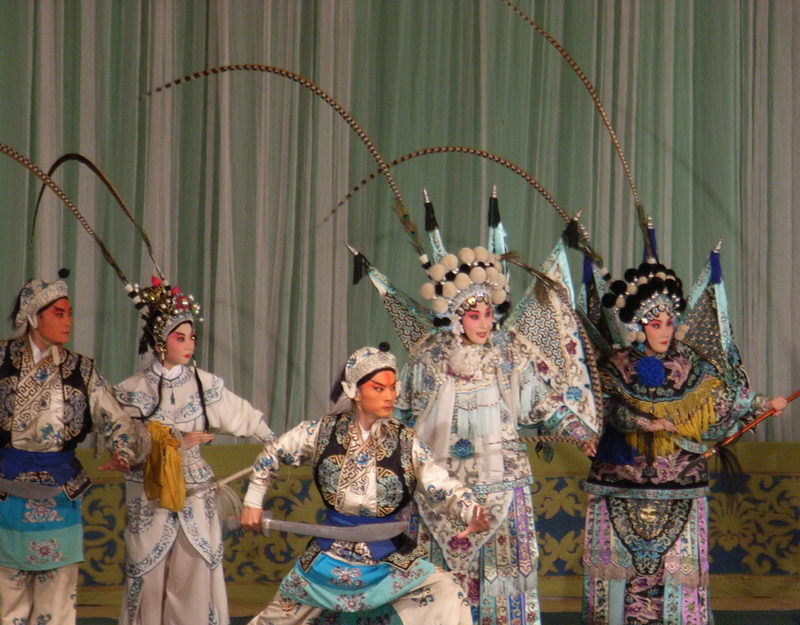
白冠长尾雉的中央尾羽（俗称“野鸡翎子”）被用来制作京剧演员的头饰

白冠长尾雉体形大小比环颈雉略大，体长不计尾羽约60－70厘米，若计入尾羽则雄性体长可达1.5米左右。本物种雄雌异形异色。雄性头顶、颌部、颈及颈后均为洁白色；面部为一带状黑色区域，且延伸至脑后形成一道环绕头部的黑色环带；眼周一圈较窄的区域不被羽，裸露的皮肤呈鲜红色；双眼的侧后下方有一块明显的白斑，整个头部白－黑－白间隔分布，颇似古代日本人的发型；在颈部的白色区域与胸部衔接的边界上有一条较窄的黑色环带胸部、肩部、背部金黄色，具粗大的黑色鱼鳞斑，系由各羽黑色羽端形成；20枚尾羽极长，一对中央尤其长，中央尾羽银白色，具黑色和栗色并排的宽大横纹；翅上覆羽白色羽缘极宽呈褐色，形成类似山斑鸠的大块具缘色块；下体栗褐色，胸部的两胁具粗大的白色斑块。
雌鸟远没有雄性漂亮，尾羽虽亦很长，甚至长过不少其他种雉科鸟类的雄鸟，但若与雄性白冠长尾雉相比，则远远不及，头顶及枕部黑褐色，面颊和颈部为淡淡的褐色，眼后具大块的黑色斑块；上背及肩部为黑色和褐色间杂的斑驳颜色，腰部逐渐转向灰色，下体淡色，两胁栗褐色，具白色鱼鳞斑，翅褐色隐约可见数条浅色翅斑；尾羽基色接近腰部，具淡淡窄窄的浅色白斑。

## 食物

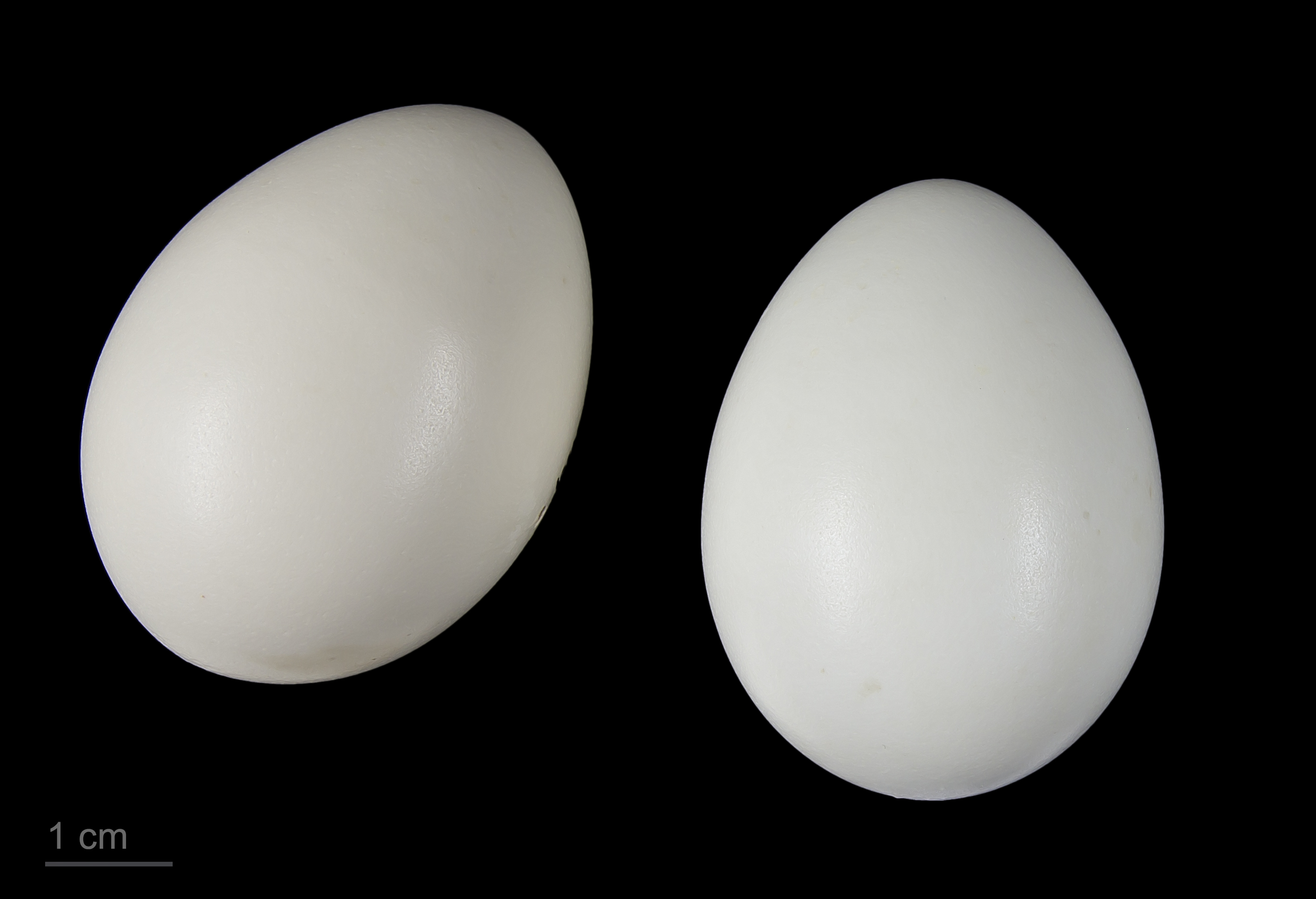
Syrmaticus reevesii

本种以杂食性鸟类，据中国鸟类学者郑作新先生9月在秦岭的调查，其胃容物中60％为昆虫碎片，此外则为豆类、橡子、柿子、萝卜等植物型食物。

## 繁殖与保护
本物种鸟巢及其简单，仅为草地上的一个坑，甚至没有任何的覆盖物，卵颜色甚杂。  
- CITES濒危等级： 附录II 生效年代： 2019年
- IUCN濒危等级： 易危 生效年代： 1996年
- IUCN濒危等级： VU A1cd+2cd, C1+ 生效年代： 2003年
- 中国国家重点保护等级： 二级 生效年代： 1989年
- 中国濒危动物红皮书等级： 濒危 生效年代： 1996年
- 中国国家重点保护等级 一级 生效年代: 2021年
- 被列為《瀕危野生動植物種國際貿易公約》附錄二的物種，被限制出口及貿易。